# Percy Nilegård
Percy Nilegård (ibland stavat Percy Nilegaard) är en fiktiv affärsman (kulturstrateg, managementkonsult, mecenat, estradör med mera) spelad av Johan Rheborg.
Percy Nilegård är Killinggängets kanske mest kända figur och dök första gången upp i början av 1990-talet. Rollfiguren debuterade i soloframträdanden med Rheborg, bland annat i tv-programmet Barbarella live, men fick sitt genombrott i tv-serien I manegen med Glenn Killing 1992. Efter detta figurerade han i flera av Killinggängets produktioner, bland annat som chef för radiostationen NileCity 105,6, som managementkonsult i Percy Tårar och som researrangör i Torsk på Tallinn - En liten film om ensamhet.
Percy är baserad på en chef som Johan Rheborg haft tidigare i karriären, dock har Rheborg inte avslöjat vem detta är.
Percy Nilegårds personlighet är oerhört bufflig, självgod och egoistisk och han beskriver sina egna affärsmetoder som bland annat "management by fear", "management by kicking butt" och "marketing by not asking any questions first". I Percy Tårar framkommer dock att Percy är en mycket ensam person som har svårt att få relationer att hålla, och att han mår mycket dåligt på grund av detta. 
Poängen med Percy Nilegård är att han hela tiden vill framstå som en riktig vinnare och framgångsrik affärsman medan han i realiteten ofta går på pumpen. I I manegen med Glenn Killing framstår han som en uppkomling i början (och höjdpunkten) av sin karriär, saluför produkter som tandkrämen Niledent ("Sveriges enda jakarandafärgade dentalprodukt") och smörsångaren Loke Martinzon. I NileCity 105.6 är han en ägare till en privat radiokanal, som hela tiden försöker jaga pengar och ofta hamnar i lätt pinsamma situationer. I Percy Tårar förefaller rollfiguren ibland vara psykiskt sjuk och han går även i terapi hos den tämligen bisarre finlandssvenske psykologen Dr. Laban (Henrik Schyffert).
I Torsk på Tallinn kan man i början av filmen se Percy stå och rota i lådor med utmätt gods där det antyds att NileCity har gått i konkurs. Han förefaller också ha utvecklat ett alkoholberoende. I just denna film är rollfiguren Percy betydligt mer dämpad och realistisk i sin roll som reseledare, om än en ganska bufflig och otrevlig sådan. I revyn Glenn Killing på Grand Hôtel har Nilegård sjunkit ännu djupare i sin misär, försöker få nöjesgig på billiga syltor och livnär sig på råa ägg i Seven-Elevens kyldisk, tillsammans med sin nye följeslagare Lasse Kongo. 
Den senaste uppdateringen om Percy kom 2008 då Johan Rheborg postade en nyinspelad kortfilm på sin blogg. I denna film har Percy hjälpt Mats Odell att sälja ut AB Vin & Sprit, för vilket han tog ett arvode på 25 miljarder och därefter tvingades fly till Argentina, eller möjligen Barcelona, där han nu lever med en kvinna som heter Carmen. Pengarna har han investerat i en egen tjurfäktningsarena och han försörjer sig genom att sälja andra personers egendom (främst motorcyklar).